# Посттравматичний рабський синдром
«Посттравматичний рабський синдром: американська спадщина стійких травм і зцілення» (англ. Post Traumatic Slave Syndrome: America's Legacy of Enduring Injury and Healing) — теоретична праця Джой ДеГрюй Лірі 2005 року. У книзі стверджується, що досвід рабства в Сполучених Штатах і триваюча дискримінація та пригнічення, яких зазнають афроамериканці, створює психологічну травму між поколіннями, що призводить до психологічного та поведінкового синдрому, поширеного серед сучасних афроамериканців, що проявляється у вигляді відсутності самоповаги, постійного почуття гніву та внутрішніх расистських переконань. Книга була вперше опублікована видавництвом Uptone Press у Мілуокі, штат Орегон, у 2005 році, з пізнішим перевиданням автора у 2017 році.

## Посттравматичний рабський синдром
Розширюючи гіпотезу «посттравматичного рабського синдрому» (ПТРС) психіатра Елвіна Френсіса Пуссена та журналістки Емі Л. Александер, ДеГрюї написала у своїй докторській дисертації 2001 року, що афроамериканці «зазнали травматичного ушкодження як прямий результат рабства та продовжують страждати від травм, спричинених політикою нерівності в більшому суспільстві, расизм і гноблення». У «Посттравматичному рабському синдромі» це підсумовано:
Травма багатьох поколінь разом з постійним пригніченням і відсутністю можливості доступу до благ, доступних у суспільстві.
У книзі ДеГрюй стверджує, що ПТРС є результатом невирішеного посттравматичного стресового розладу, який виникає внаслідок досвіду рабства, який передається з покоління в покоління аж до наших днів, разом зі стресом, викликаним сучасними расовими упередженнями (наприклад, через расову мікроагресію). Він проявляється як психологічний, духовний, емоційний і поведінковий синдром, який призводить до відсутності самоповаги, постійного почуття гніву та внутрішніх расистських переконань.
Де Грюй стверджує, що ПТРС не є розладом, який можна лікувати та вилікувати клінічно, а натомість вимагає глибоких соціальних змін в окремих особах, а також в установах, які продовжують утверджувати нерівність і несправедливість стосовно нащадків поневолених африканців.
Теорія стала основою для наступних наукових досліджень у клінічній психології та дослідженнях темношкірих спільнот.

## Відгуки
Дослідження, описане в «Посттравматичному рабському синдромі», не тільки стало основою публічних лекцій і семінарів, які проводила ДеГрюї та її сучасники, а й надихнуло на постановку однойменної п'єси, поставленої в Експериментальному театрі Генрі Стріт Сеттлмент у 2001 році.
Історик Ібрам X. Кенді пише, що гіпотеза ПТРС патологізує афроамериканців і сама по собі є расистською.